# هانا كولين
هانا كولين (بالإنجليزية: Hannah Collin)‏ هي لاعب كرة مضرب بريطانية، ولدت في 18 فبراير 1982 في كينغستون في جامايكا.

## وصلات خارجية
- هانا كولين على موقع رابطة محترفات التنس (الإنجليزية)
- هانا كولين على موقع الاتحاد الدولي لكرة المضرب (الإنجليزية)
- هانا كولين على موقع كأس بيلي جين كينغ (الإنجليزية)
- هانا كولين على موقع خلاصة التنس.كوم (الإنجليزية)